# 球磨型軽巡洋艦
球磨型軽巡洋艦（くまがたけいじゅんようかん）は、日本海軍の二等巡洋艦(軽巡洋艦)。同型艦5隻。いわゆる5500トン型軽巡洋艦の第1グループにあたる。

## 概要
天龍型軽巡洋艦を完成させ軽巡洋艦を運用し始めた日本海軍は、天龍型の船体を大型化して砲力を強化し、本型と同じ計画の峯風型駆逐艦(速力39ノット)で構成される水雷戦隊の旗艦として速力36ノットに強化(天龍型は33ノット)、天龍型の拡大型として改設計されたのが本型である。アメリカ海軍の計画していたコンステレーション級巡洋戦艦(計画速力33ノット)と遭遇した時に天龍型の速力33ノットでは逃げ切れず、最低でも3ノット優速の36ノットが必要だったとも言われている。
なお、排水量の5,000トンは当時、各国で軽巡洋艦の標準クラスとされた。
天龍型で問題とされた低居住性と凌波性の改善も図っている。

## 計画
1916年(大正5年)2月24日に八四艦隊案が一部成立し予算が公布され、それにより3,500トン型巡洋艦(天龍型)2隻が建造された。日本海軍は続く1917年(大正6年)の八四艦隊案では、3,500トン型(小型巡洋艦)と7,200トン型(軽巡洋艦)の建造を計画し予算が成立した。3,500トン型は天龍型と同型、7,200トン型はアメリカ海軍が計画中のオマハ級軽巡洋艦を砲力で上回る計画だった。しかし八六艦隊案(1918年成立)策定に当たり従来の巡洋艦建造計画の見直しを行い、天龍型は他国海軍の軽巡洋艦と比較しても小型で高速力を発揮するには不利であり、更に峯風型駆逐艦(計画速力39ノット)を率いる水雷戦隊旗艦としては能力不足と考えられた。また7,200トン型では水雷戦隊旗艦としては大きいと考えられ、予算の面からもより小型の艦型が求められたようである。これらにより上記の計画は天龍型の改良型にあたる5,500トン型9隻に変更された。この9隻のうち最初の5隻が球磨型に当たる。
なお残り4隻のうち3隻は5,500トン型の第2グループとなる長良型の3隻になり、最後の1隻は更に計画が変更され試作小型巡洋艦(夕張)になった。

## 艦型

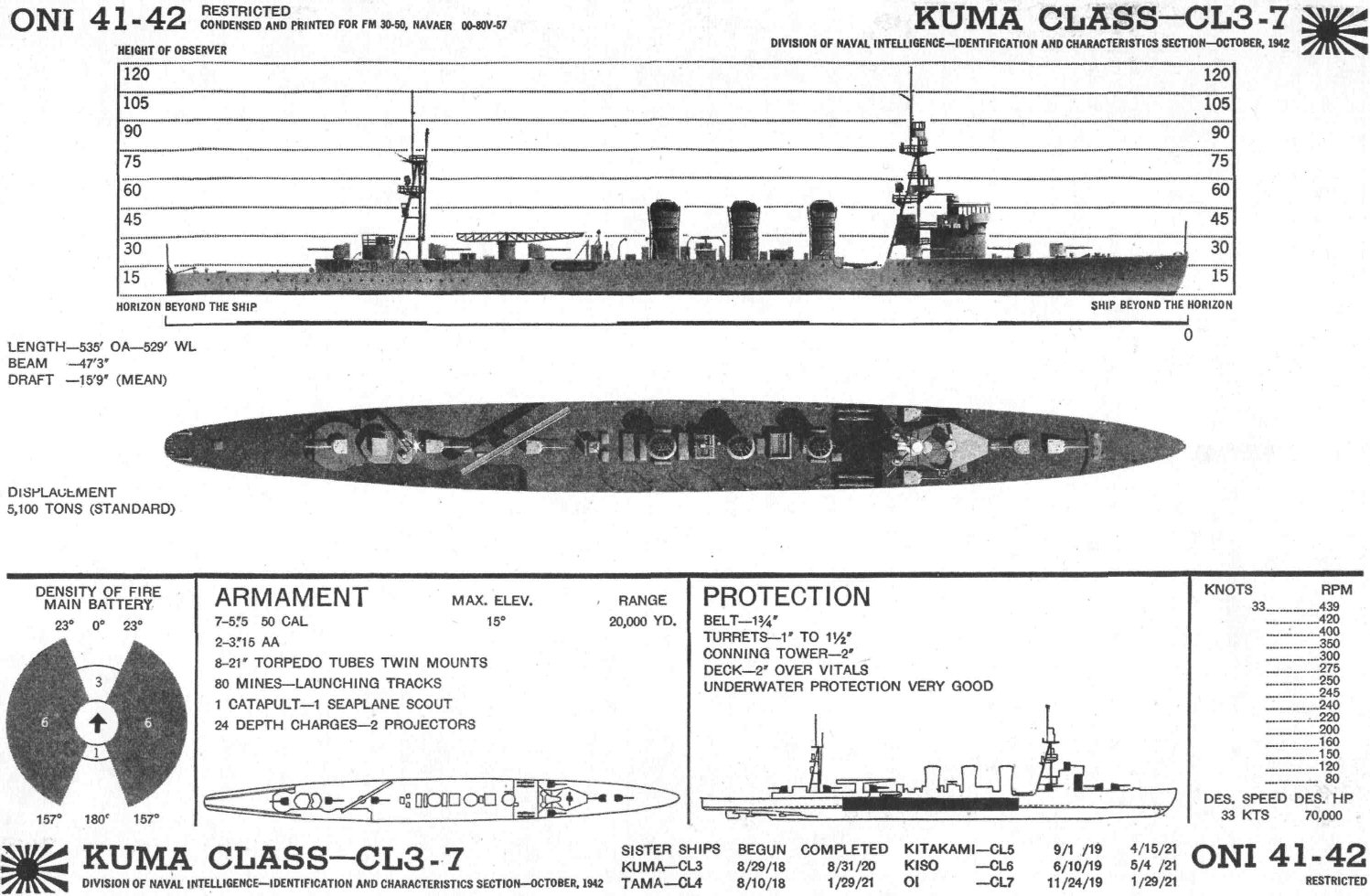
本型の武装配置を示した図。

設計主任は天龍型に続いて河合定二造船少監で、1917年(大正6年)に設計がまとまった。イギリス海軍の後期C級軽巡洋艦やD級軽巡洋艦を手本としたイギリス式の軽巡洋艦であり、直線的な船体で艤装も簡素なもので、各所に駆逐艦式の考えが適用された。加えて日本海軍では艦隊決戦に備えて強力な砲力、魚雷兵装、1号機雷敷設設備や通信設備を備えた司令部施設が必要であり、水雷戦隊旗艦として36ノットが要求され、その他に波の荒い太平洋での作戦のために凌波性が求められた。
艦の構造を前部から記述すると、艦首甲板上に主砲の14cm砲を単装砲架で背中合わせに1番・2番主砲を1基ずつ計2基を搭載、その背後に露天の操舵艦橋と竣工時から三脚式の前部マストの左右に3番・4番主砲を1基ずつ配置した。
船体中央部に等間隔に立つ3本煙突を前後から挟み込むように53.3cm魚雷発射管が連装で前後に片舷1基ずつ計4基8門を配置した。煙突の周囲には丈の低い通風筒が立ち並び、舷側部は艦載艇置き場となっており、艦載艇は2本1組のボート・ダビッドが片舷3組ずつ計6組で運用された。8cm高角砲は1番煙突の両舷に片舷1基ずつの計2基が配置された。

### 船体
垂線間長は天龍型から60フィート(18.288m)長くなり、500フィート(152.400m)になる。高速力が必要なため船体は細長くなり、その船体形状(ライン)は船型試験所での水槽試験で決定された。凌波性の必要から艦首乾舷の高い船首楼型船体を採用し、船体中央にも艦幅いっぱいに短艇甲板を設けた。船首楼甲板は艦首からF(フレーム・ナンバー)73までの長さ47.55m、高さは上甲板から2.44mだった。また中央の短艇甲板はF87からF155までの長さ41.27mで、高さは2.13mだった。艦首はいわゆるスプーン型であり、凌波性や船体抵抗で劣るが1号機雷を乗り切るために採用された。艦尾はデストロイヤー・スターンになっている。舵は大型の半平行舵だったがその抜き差しは困難で、5,500トン型以後の高速艦艇に半平行舵は使用されなかった。

### 砲熕兵装
主砲は天龍型と同じ50口径三年式14cm砲で単装7門は上記のように配置された。片舷砲力は6門で、艦橋両舷の3番、4番砲は首尾線上への発射も出来る。後部の主砲は上甲板より1段高い上構上に設置され、前部主砲と同じ高さになる。これは後部上甲板を一号機雷敷設に充てるためと言われる。
また、日本海軍巡洋艦として初めて新造時から方位盤射撃装置を装備、このため射撃指揮所のある前部マストは三脚式となった。
8cm高角砲は天龍型では後甲板に1門装備だったが、本型では1番煙突の両舷に装備し計2門となっている。1935年(昭和10年)頃に行われた近代化改装で13mm連装機銃2基に換装、太平洋戦争開戦時には更に25mm連装機銃2基に換装されていた。ただし1938年(昭和13年)3月調べの海軍省年報によると球磨・北上・大井は三年式8cm高角砲1門をまだ装備しており留式7.7mm機銃2挺、山ノ内5cm礼砲2門を装備、球磨は高角砲が無く留式7.7mm機銃2挺と保式13mm機銃4挺(連装2基)、木曽も高角砲はなく留式7.7mm機銃2挺と毘式12mm機銃2挺を装備するなど、各艦で相違がある。
太平洋戦争での機銃増備は「多摩」の場合、5番主砲と7番主砲、航空兵装を撤去、7番砲跡に12.7cm高角砲連装1基を装備したほか、25mm機銃は3連装5基、連装4基、単装16挺、13mm機銃単装8挺を装備したという。

### 水雷兵装
当初の計画では天龍型と同様に53cm3連装魚雷発射管2基を艦の中心線上に装備する計画だったが、天龍型の使用実績では荒天時に転舵で目標が反対舷に変わる時に追随できないなど、運用に困難があった。本型では射線の減少を忍んで六年式(53cm)連装発射管を両舷に2基ずつ装備、片舷4射線になる。予備魚雷を含めて魚雷は16本搭載した。
後甲板は1号機雷敷設のための機雷投下軌道2条を装備する。機雷庫は7番砲下にあり、48個を格納した。球磨・多摩では1号機雷用の敷設設備が完成していなかった。このためこの2艦の竣工時は5号機雷150個を搭載することになっていたようである。1号機雷の敷設実験は竣工早々の北上で行われ、以後1号機雷48個、5号機雷64個が定数となったようである。

### 航空兵装

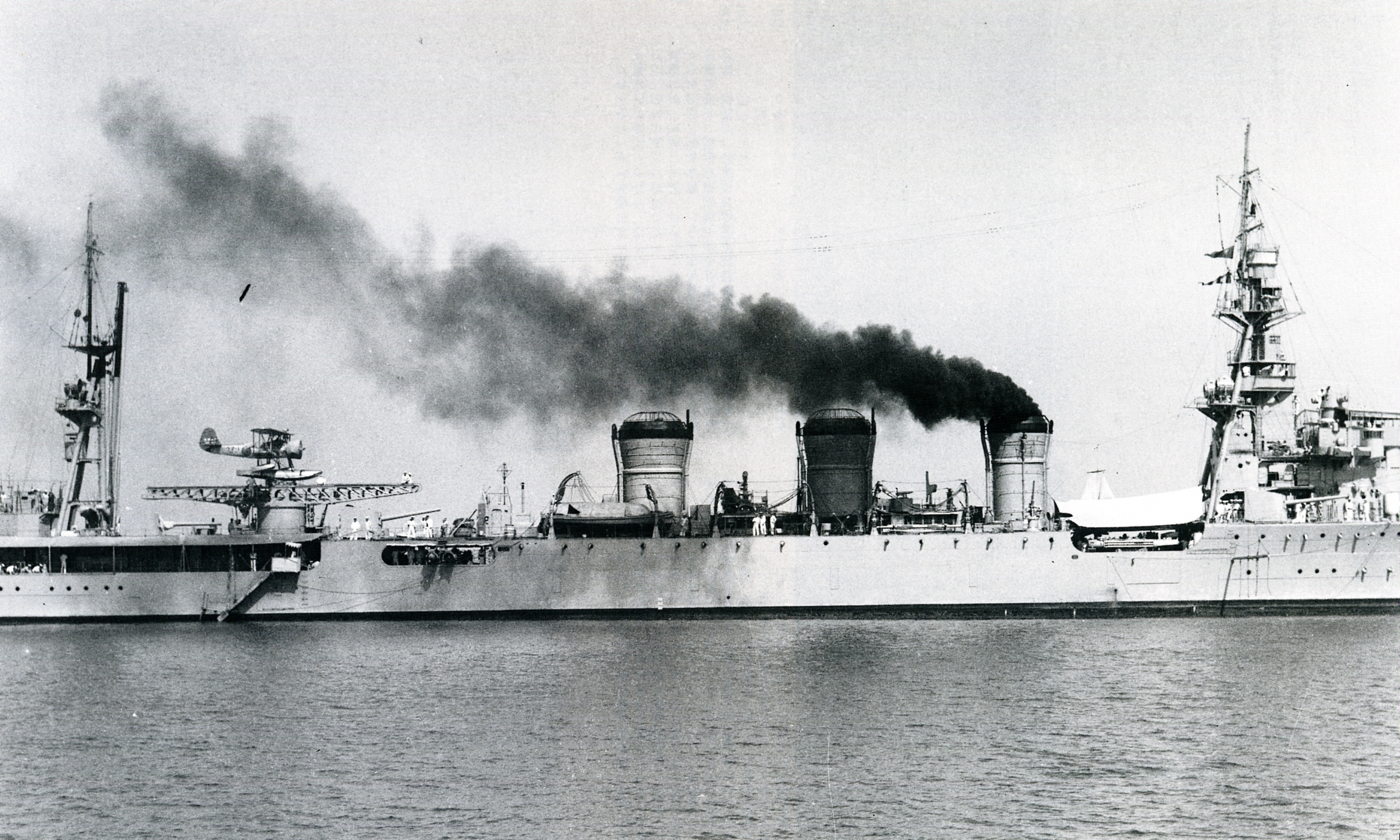
航空施設を設置した「球磨」の写真。1935年7月に青島を出港するときに撮られたもの。

竣工時より航空機の搭載を考慮した初めての日本海軍艦艇になる。計画当初は航空機の搭載を考慮されていなかったが、5番、6番砲直下にあった機雷庫を格納庫にあて、分解した水偵(水上偵察機)を搭載可能にした。運用のために後部マストにデリックを設置、水偵はシェルター甲板上で組み立てて、デリックで海面に降ろして発進させる方式だった。この時には艦を停止または微速航行させる必要があり、この当時の水偵では外洋での発進は無理で、実用的ではなかった。
「木曽」は長良型で採用予定の滑走台をテストケースとして設置した。艦橋を拡大して羅針艦橋下に格納庫を設置、2番主砲の上部に陸上機用の滑走台(長さ30フィート)が設けられた。「木曽」での実験は一応成功とされ続く長良型・川内型にも採用されたが、発艦した機は陸上か航空母艦に降りる必要があり、航行中は母艦に帰艦出来ないなど不便なものだった。「木曽」の場合は実験後しばらくして滑走台を陸揚げし、必要な時に再装備出来るように1940年(昭和15年)頃まで保管されていたという。
「球磨」は1932年(昭和7年)、「多摩」は1934年(昭和9年)に呉式2号射出機を5番・6番主砲の間に1基を設置して九〇式二号水上偵察機を運用できるようにした。残りの3隻は射出機を装備しなかったが、その理由は明らかでない。

### 機関
球磨型は速力36ノットが要求され、必要な出力は90,000SHP(軸馬力)だった。この出力は軽巡洋艦を多数建造していたイギリス海軍でもまだ無く、アメリカ海軍で計画されていたオマハ級軽巡洋艦と同じだった。日本海軍で開発されていたタービンの最大出力は峯風型駆逐艦の1基19,250SHPで、本型では技術本部第5部が大体計画を行い、三菱で詳細設計を行った三菱・パーソンズ・技本式オール・ギアード・タービン(1基22,500SHP)を4基搭載した。これは低圧タービンがパーソンズ式反動型を三菱が改良したもの、高圧タービンが海軍技術本部(技本)が設計した衝動型だった。このうち前部機械室の2基(外軸駆動)には巡航タービンを接続していた。巡航タービン自体は後部機械室にあり、巡航タービンの排気は後部機械室にある2基(内軸駆動)に導かれ低速での燃料消費量を低減するように計画されていた。なお、川崎造船所で建造された「大井」のみブラウン・カーチス式タービン(高低圧)を搭載していた。オール・ギアード・タービン採用の初期であり(巡洋艦では天龍型から)、この時期にはまだタービンの故障が頻発していた。
缶(ボイラー)はロ号艦本式重油専焼水管缶が天龍型より2基多い10基(大型6基、小型4基)となり、これに重油・石炭混焼水管缶2基を加えて12基とした。蒸気は圧力18.3kg/平方cm、温度は飽和(100℃)である。第1缶室に混焼缶2基、第2缶室は重油専焼缶(小型)4基、第3缶室に重油専焼缶(大型)4基、第4缶室に重油専焼缶(大型)2基が設置された。1番煙突は小型4基(混焼缶2基、専焼缶2基)、2番煙突は小型(専焼缶)2基と大型(専焼缶)2基、3番煙突は大型(専焼缶)4基の排煙を受け持った。石炭庫は第1缶室の前方に配置された。

### 防御
本型の防御は天龍型と同じくアメリカ海軍駆逐艦の4インチ(10.2cm)砲に対する防御とし、装甲範囲は機関部を上甲板から水線下2フィート9インチ(8.38m)まで覆っていた。舷側は25.4mmHT鋼の外板に38.1mmHT鋼を重ね計63.5mm、高さは上甲板から下へ16フィート(4.88m)まであった。長さは上甲板から8フィートがF(フレーム・ナンバー)77からF197までの240フィート(73.2m)、その下はF83からF195までの224フィート(68.3m)だった。舷側防御より下は、船体の二重底が上甲板まで続くだけで本格的な装甲は無かった。甲板防御は上甲板に最大厚28.6mmのHT鋼で防御していた。

### その他
艦橋は最上部に露天式の羅針艦橋があり、側壁と天蓋は必要に応じて帆布で設置した。その下部の最前部に司令塔がある。羅針艦橋後方には3.5m測距儀を装備する。また後部マストと7番砲の間に後部羅針艦橋が設置された。
居住性は船体が大きくなり天龍型より改善されたが、缶(ボイラー)室の上の兵員居住区はその暑さに悩まされた。また艦後部にあった士官次室は高速時の騒音や振動に悩まされた。司令部関係設備は船体の大きさから来る余裕や無線兵装の強化などで天龍型より良くなった。

## 改装

### 敷設艦
1927年(昭和2年)10月発足の軍備制限委員会は軍縮条約下での軍備計画について翌1928年(昭和3年)9月に調査報告を提出し、その中で防備部隊用の艦艇は第1期艦齢を超過した艦艇を充てる方針を打ち出した。昭和7年度(1932年)に艦齢が満限になる(機雷)敷設艦「常磐」の代艦として昭和11年度(1936年)に艦齢が満限(16年)になる「球磨」と「多摩」を敷設艦に改造する計画が建てられた。魚雷兵装は全廃、速力を25ノットとし、大型機雷300個搭載し一度に100個の敷設能力とするものだった。1930年(昭和5年)締結のロンドン軍縮条約により計画は消滅した。

### 練習艦
練習艦へ改造する事も検討された。ロンドン軍縮条約では巡洋艦の保有量が決められたが、球磨型のうち3隻は艦齢超過(16年)後に代艦を建造しても、練習艦として保有が認められていた。この当時は旧式の装甲巡洋艦を練習艦に充てていたが、それに代わる艦として計画された。1931年（昭和6年）6月下旬、ドイツの軽巡洋艦「エムデン」が来日した際、日本海軍は同艦見学者に対し「球磨級を練習艦に改装する際の参考にせよ」と指示している。
ロンドン条約の規定として以下の条件があった。
- 備砲の半数を撤去、ただし主砲は4門まで残せる
- 魚雷発射管は全て撤去
- 全ての航空兵装の撤去
- ボイラーの半数を撤去

日本海軍は艦齢の古い「球磨」、「多摩」、「北上」を改造する方針であった。「北上」、「大井」、「木曾」が近代化改装で航空兵装を装備しなかった理由は不明であり、この3隻の可能性もあるという。しかし少尉候補生の急増に改造の3隻では収容しきれないこと、また1933年(昭和8年)頃から軍縮条約の破棄の方針となって3隻も改装で軽巡の艦齢を延長することになり、このプランは実現しなかった。

### 重雷装艦
1941年（昭和16年）当時、日本海軍は旧式の球磨型軽巡洋艦を有効活用すべく、九三式61cm魚雷（酸素魚雷）四連装発射管10基を装備した重雷装艦への改造を決定。佐世保海軍工廠で北上の改造を担当した海軍技術大尉によれば、アメリカ艦隊の輪形陣に夜陰に乗じて紛れ込み両舷の敵主力艦にむけ全40本を一挙に発射する計画だったという。生還の可能性はほとんどなかった。同年9月に「北上」、同年12月に「大井」の改造が完了したが、2隻が最前線に投入される事はなかった。

### 高速輸送艦
1942年（昭和17年）8月以降のガダルカナル島の戦いにおける日本軍は、アメリカ軍制空権下での輸送作戦を強いられ、低速の輸送船団はアメリカ軍機によって次々に撃沈された（第二次ソロモン海戦、第三次ソロモン海戦等）。このため高速の駆逐艦による輸送作戦（鼠輸送）が実施されたが、輸送船と比較すると駆逐艦が揚陸できる物資量は極めて少なかった。1943年（昭和18年）3月3日のビスマルク海海戦で駆逐艦4隻（白雪、朝潮、荒潮、時津風）および輸送船8隻を撃沈された第八艦隊は、海軍艦政本部へ幾つかの提言を行う。その中で『四．高速小型輸送船（差當リ駆逐艦巡洋艦ノ改装ニ依リ）ニ依リ輸送力強化ヲ要ス』と訴えている。このような要望に応える形で、最前線での輸送・揚陸任務をおこなう高速小型輸送艦（第一号型輸送艦と二等輸送艦）が登場した。同様に既成艦の改造も検討され、「北上」、「大井」の場合は以下のような計画だった。
魚雷発射管は2基のみ残置（8基撤去）、14cm主砲は全部撤去して12.7cm連装高角砲2門を装備、従来の艦橋を撤去して艦前方に新造艦橋を設置、輸送物件積み下ろし用のクレーンを装備、第一罐室と前部機関室を輸送物件格納庫へ回収、大発動艇数隻と輸送物件約300トン可能という予定である。だが工程数万、工事期間最少5ヶ月と試算されたため、2隻を本格的に高速輸送艦へ改造する計画は断念された。それでも魚雷発射管を撤去して大発動艇を搭載するなどの小改造は随時実施された。

### 回天搭載艦

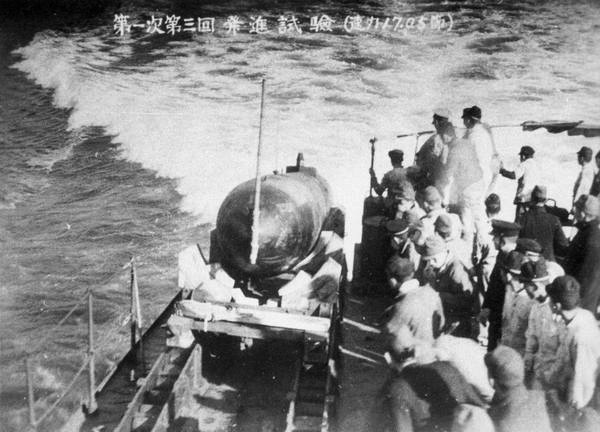
回天搭載型に改装された「北上」

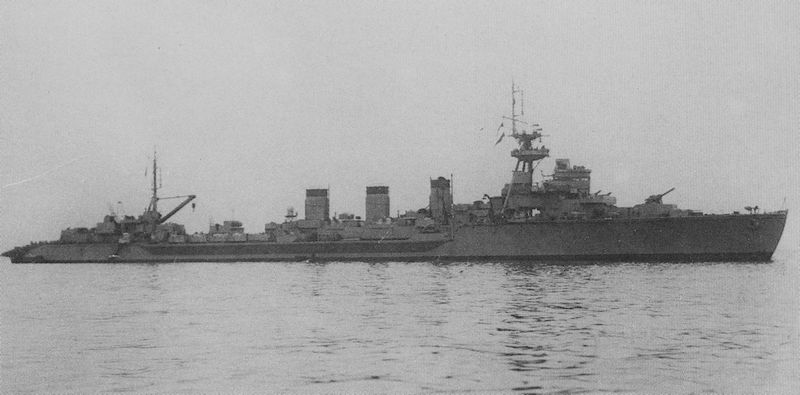
1945年2月18日に撮られた「北上」。回天搭載型に改装された状態。

輸送任務に従事していた「北上」は1944年（昭和19年）1月27日にアメリカ潜水艦の魚雷2本が命中して中破、約5ヶ月間シンガポールで応急修理をおこなったあと、7月12日に内地へ帰投し、本格的な修理に入った。「大井」は7月19日にアメリカ潜水艦「フラッシャー」に撃沈された。単艦となった「北上」は同年8月14日から1945年（昭和20年）1月20日までの間に佐世保で人間魚雷「回天」の母艦として改装を受けた。主砲を撤去して12.7cm連装高角砲2基に換装、魚雷発射管も全撤去され、艦尾を改造してスロープを設置、後部甲板上に回天（8機搭載）投下用のレールを敷いた。これによって航行しながらの回天発進が可能となったが実戦で回天を発進させる機会はなく、呉軍港で防空砲台となった。呉軍港空襲で航行不能となったのち、戦後は特別輸送艦用の工作艦としてしばらく運用された。

## 艦歴

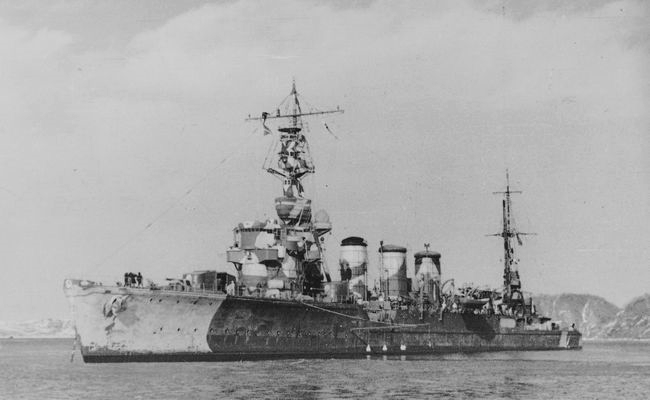
1942年に撮られた「多摩」の写真。「多摩」は開戦直後の北方警備で船体各所に故障が生じたためにドックで修理された。この時に前部マストを低めると共に日本海軍では珍しい迷彩塗装が施された。

球磨は竣工直後にシベリア出兵により船団護衛を行い、その後中国方面の警備を長年行っている。「多摩」はアメリカ駐日大使が客死したため、1925年(大正14年)に遺体送還のためサンフランシスコまで航海している。「大井」はしばしば兵学校や潜水学校の練習艦となった。上海事変や支那事変では各艦中国方面に進出し、戦闘の支援を行っている。
太平洋戦争では、改装によって公試排水量が7,000トン近くまで増大したため速力が33ノット程度まで低下したことや兵装の弱体化・新型駆逐艦の性能向上などによって球磨型は水雷戦隊を率いていない。
「球磨」は「足柄」、「長良」と第十六戦隊を編成しフィリピン攻略作戦に参加、その後はラバウルや東インド諸島の輸送作戦などを行い、1944年1月ペナン沖で潜水艦の雷撃を受け沈没した。「多摩」と「木曾」は第二十一戦隊を編成し、第五艦隊の主力として北方部隊として活躍、1943年のキスカ撤収作戦などに参加した。その後南方に転じ輸送作戦などを行い、「多摩」は1944年10月のレイテ沖海戦で沈没、「木曾」は同年11月にマニラ湾の空襲により着底、放棄された。重雷装艦に改造された「北上」と「大井」は開戦時には第九戦隊を編成、上記のように「大井」は1944年7月沈没。「北上」のみが終戦時残存し、その後解体された。

## 同型艦
- 球磨[2]
- 多摩[2]
- 北上[2]
- 大井[2]
- 木曾[2]